# 事件ですよ!
『事件ですよ!』（じけんですよ）は、フジテレビ系列局で放送された『阪急ドラマシリーズ』のテレビドラマである。関西テレビと宝塚映画製作所の共同製作。全25話。製作局の関西テレビでは1981年10月1日から1982年3月25日まで放送された。

## 概要
新米婦人記者の小森葉子が、大阪の地方紙『東和日報』社会部で活躍する姿を描いた青春ドラマ。周りは男ばかりの職場環境の中、葉子は大阪や神戸などで警察や火事などに密着しての取材活動で人々と出会い、彼らの人生、社会の裏と表、人の心の奥にある思いを知って成長していく。一方で大阪府池田市にあるという小森家の場面においては、葉子を含む三姉妹と意志の強い父親のほのぼのとした父子家庭での日常や、姉妹の恋愛などがコメディタッチで描かれる。

## 放送時間
いずれも日本標準時。
- 木曜 19:00 - 19:30 （関西テレビ）
- 木曜 17:30 - 18:00 （フジテレビ） - 先行ネット。

『阪急ドラマシリーズ』の作品は、長らく木曜22:30枠での関西テレビ・フジテレビ同時ネットが行われていたが、火曜21:30枠で放送されていた『シオノギ・ミュージックフェア』が1981年秋の改編で木曜22:30枠へ移動することになった影響で、本作は関西テレビとフジテレビそれぞれで別の時間帯に放送という形になった。またこの影響で、それまで関西テレビもフジテレビ同様木曜19:00枠で放送していたアニメ『新竹取物語 1000年女王』は、途中で月曜19:00枠（フジテレビが『釣りキチ三平』を放送していた時間帯）へ移動することになった。
1982年4月放送開始の次作『先生お・み・ご・と!』とその次の『青春INGS ゆう子とヘレン』は、関西テレビ・フジテレビともに金曜19:00枠での放送となり、一時的にではあるが再び2局同時ネット体制に戻った。

## 出演者
- 小森葉子：岡江久美子
- 小森種夫（葉子の父）：牟田悌三
- 小森幹子（葉子の姉）：早瀬久美
- 小森花枝（葉子の妹）：西真理子
- 清水：堀光昭
- 藤本（刑事）：浜崎満
- 西村：水島涼太
- 大沢デスク：柳原久仁夫
- ほか

## スタッフ
- 脚本：布勢博一、田代淳二
- 監督：高野昭二、辻井康一、三浦紘、坂上勇
- 撮影技術：森田利一郎、石田寺昭、沢井昭
- 録音：長谷川圭市、高山徳太、竹中直
- 照明：中田秀
- 美術：福田弘
- 音楽：田中正史
- プロデューサー：保田善生、堀内真郎、柏原幹（KTV）
- 制作：KTV、宝塚映画製作所

## 放送日程
| 話数 | 放送日         | サブタイトル         | ゲスト               |
| ---- | -------------- | -------------------- | -------------------- |
| 1    | 1981年10月1日  | 幻のトクダネ         |                      |
| 2    | 1981年10月8日  | 幻の息子             | 村田知栄子           |
| 3    | 1981年10月15日 | 錦ヘビとお見合い     | 西園寺章雄           |
| 4    | 1981年10月22日 | 小さな目撃者         | 佐々木容子、下元年世 |
| 5    | 1981年10月29日 | 鳩と少年             |                      |
| 6    | 1981年11月5日  | お父さんの涙         | 米村嘉洋             |
| 7    | 1981年11月12日 | 自転車泥棒           | 草川祐馬             |
| 8    | 1981年11月19日 | 仰天! 交換日記       | 笠間一寿美、入江則雄 |
| 9    | 1981年11月26日 | 写真を下さい!        |                      |
| 10   | 1981年12月3日  | アラ、お父さん!!     |                      |
| 11   | 1981年12月10日 | 新入り登場           | 初音礼子             |
| 12   | 1981年12月17日 | シンデレラ・ボーイ   | 岡本隆成、小林芳宏   |
| 13   | 1981年12月24日 | 恩人を探して         | 牧冬吉               |
| 14   | 1982年1月7日   | しあわせおじさん     |                      |
| 15   | 1982年1月14日  | 真夜中の動物園       | 佐々山洋一           |
| 16   | 1982年1月21日  | 君はUFOを見たか      | 阿南忠幸、大河範康   |
| 17   | 1982年1月28日  | 消えたカメラ         | 丸谷剛士             |
| 18   | 1982年2月4日   | 俺はマンガの天才だ   | 岡本崇、成瀬国晴     |
| 19   | 1982年2月11日  | 欺されてよかった     | 手塚茂夫、石倉英彦   |
| 20   | 1982年2月18日  | お猫さま騒動         | 辰巳努               |
| 21   | 1982年2月25日  | 逃げた仔豚           | 岡本将               |
| 22   | 1982年3月4日   | たった一人の竹の子族 | 池田真司、西尾美栄子 |
| 23   | 1982年3月11日  | 帰ってよお母ちゃん   | 根津敬規             |
| 24   | 1982年3月18日  | 羊は何匹ですか       |                      |
| 25   | 1982年3月25日  | みんなしあわせに     |                      |